# Azorella prolifera
Azorella prolifera är en växtart i släktet Azorella och familjen flockblommiga växter.
Arten är en liten buske som förekommer i Bolivia, Chile och Argentina. Den beskrevs först av Antonio José Cavanilles, och fick sitt nu gällande namn av Gregory M. Plunkett och Antoine N. Nicolas.

## Bildgalleri

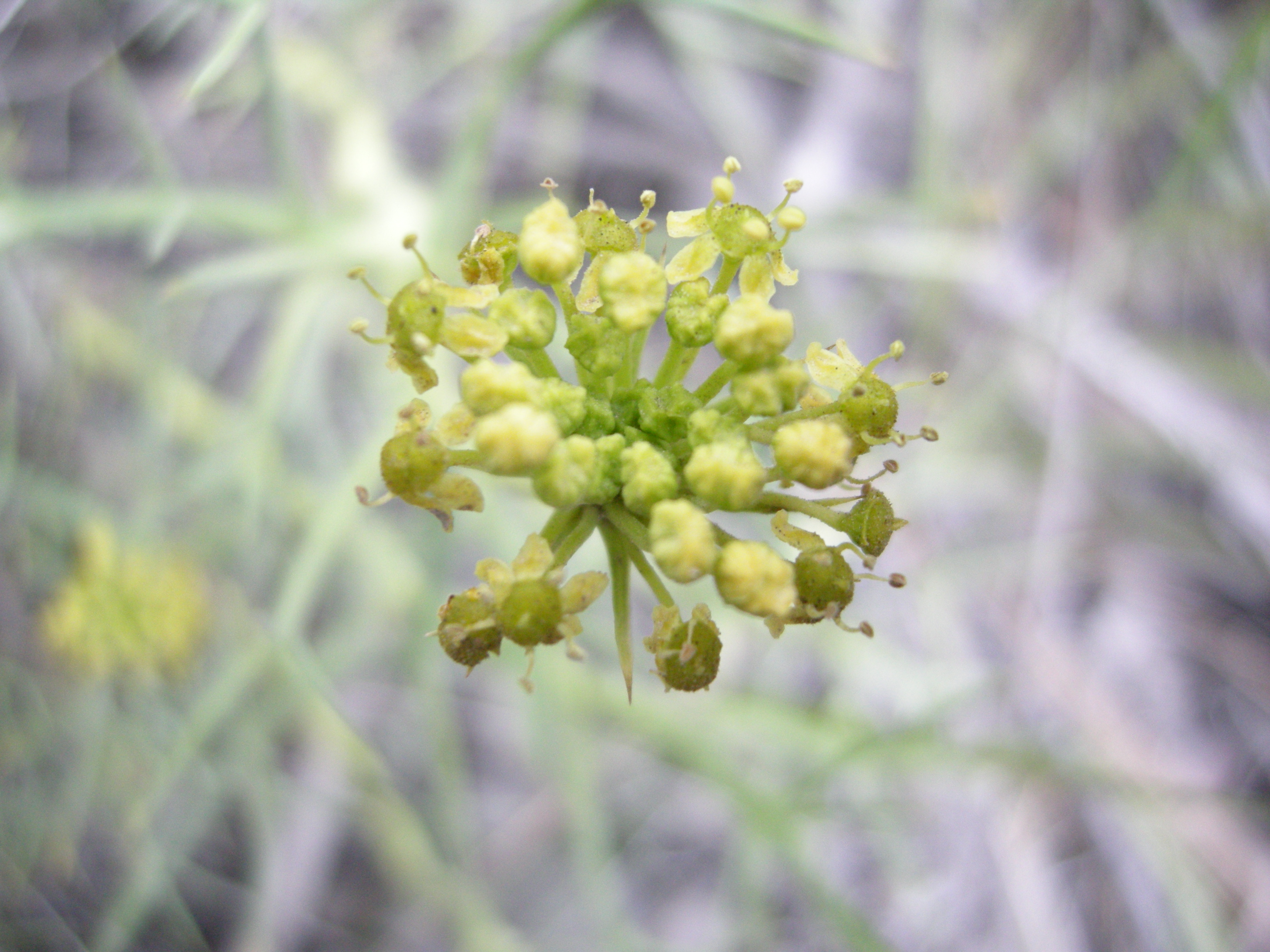
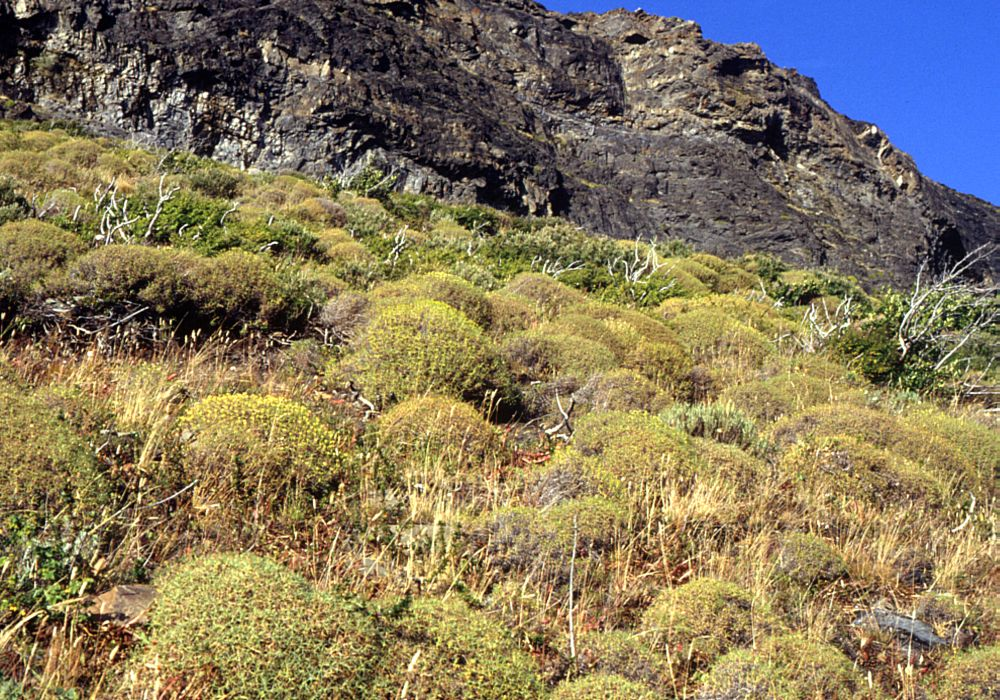
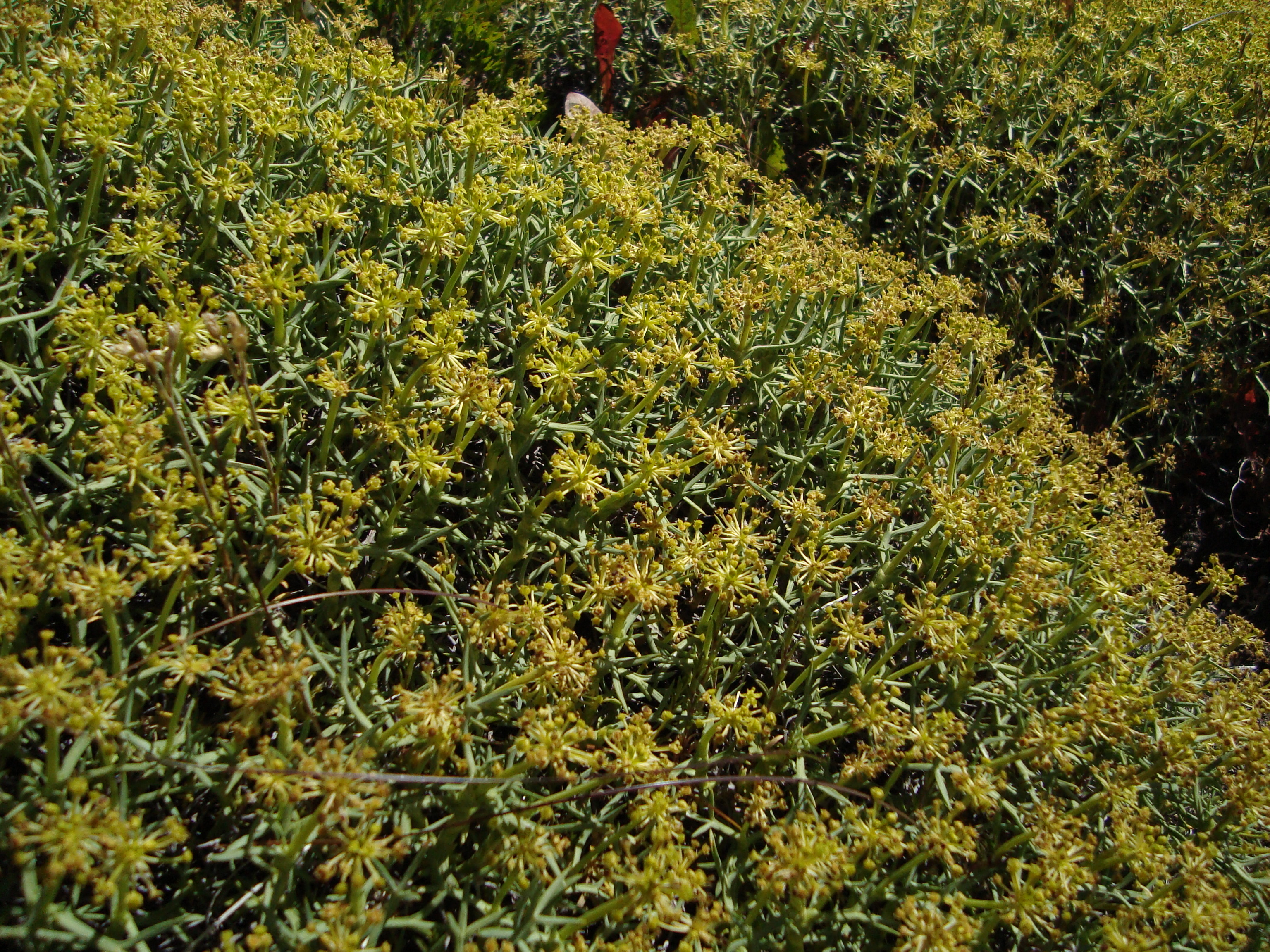
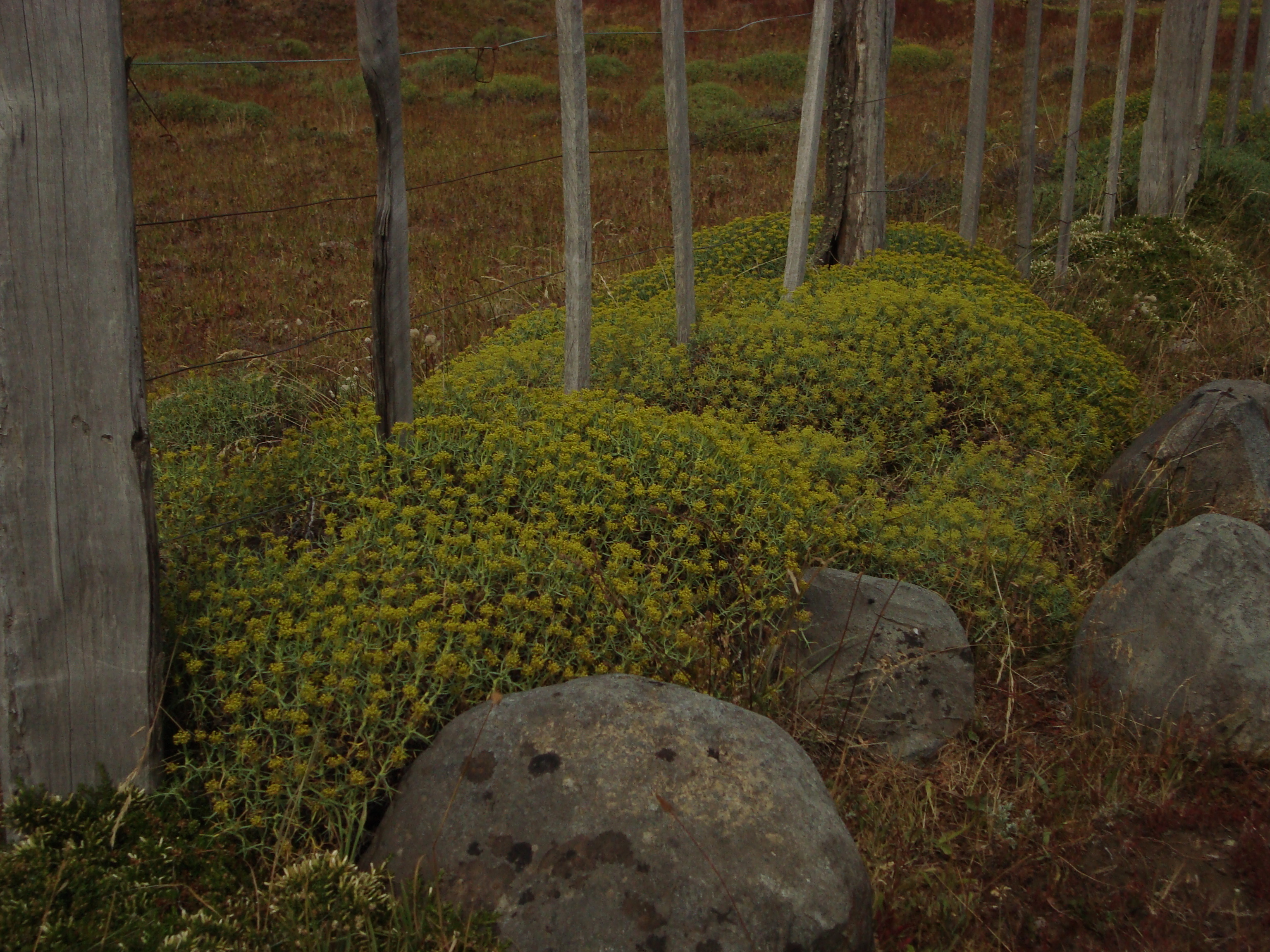